# André Fauconnet
Pour les articles homonymes, voir Fauconnet.
André Fauconnet, né le 17 février 1881 à Fontenay-sous-Bois et mort le 31 août 1965 à Poitiers, est un philosophe, écrivain et esthéticien français

## Biographie
André Fauconnet est agrégé de philosophie, professeur de langue et littérature allemandes à la faculté des lettres de l'université de Poitiers. Il est professeur de sociologie et de science de l'éducation à la faculté des lettres de Paris de 1921 à 1938. 

## Publications
- L'esthétique de Schopenhauer, Bibliothèque de philosophie contemporaine, 1913.
- (en) Wilhelm Waiblinger et André Fauconnet, Liebe und Hass, ungedrucktes Trauerspiel, 1914.
- « La Psychologie de la femme chez Wagner et Schopenhauer », Le Monde musical, no 5, 15 mars 1914.
- « L'Esthétique de Schopenhauer », Le Monde musical, no 5, 15 mars 1914.
- « Sur la dépopulation de la France » Mercure de France, no 603, 1er août 1923.
- Un philosophe allemand contemporain Oswald Spengler. Le prophète du déclin de l'Occident, 1925.
- « Schopenhauer précurseur de Freud », Mercure de France, no 852, 15 décembre 1933.
- Études sur l'Allemagne, première série, Félix Alcan, 1934.

- Prix Bordin de l’Académie française en 1935